# DeDe Lind
DeDe Lind (Diane Gayle Lind), née le 15 avril 1947 à Los Angeles, morte le 4 février 2020) est une modèle de charme et playmate américaine, principalement connue en tant que Miss Août 1967 du magazine de charme Playboy et devenue l'une des plus populaires playmates de l'histoire de cette revue.

## Biographie
Née à Los Angeles, DeDe a passé sa jeunesse à Burbank. Elle est d'ascendances suédoise par son père et italienne par sa mère. Âgée d'un an elle gagna un concours du plus beau bébé et commença à poser pour des publicités à 14 ans après qu'un photographe l'ait remarquée dans une piscine publique. Dès cet âge, elle rêvait de faire la couverture de Playboy.
Après sa scolarité, elle se maria à 17 ans avec un camarade d'école ; ils s'établirent à San Diego et eurent un fils mais divorcèrent très rapidement.
C'est un ami photographe, Leon, qui lui suggéra de postuler pour Playboy dont il était un lecteur assidu et chez qui elle découvrit le magazine. Elle hésita tout d'abord, attirée par l'idée de devenir Playmate, cependant sans vouloir poser nue, mais elle finit par accepter : tout le monde lui disait qu'elle devrait en être une (« I love being a playmate because everybody told me I should be one »). Elle avait 19 ans lorsqu'elle fut choisie pour devenir Miss Août 1967. Petite blonde aux yeux bleus, à la poitrine généreuse et à l'air ingénu, ses mensurations sont (tour de poitrine, taille, hanches en cm) : 86 - 53 - 84. Les photos furent prises par Mario Casilli. La petite histoire retient que la photo pour le dépliant central dut être refaite car la première version montrait une bouteille de Coca-Cola, qui fut remplacée par une bouteille de Pepsi-Cola, préférée par Hugh Hefner. 
L'article qui lui était consacré ne mentionnait pas qu'elle avait été mariée très jeune et avait un enfant. On était en pleine guerre du Vietnam et les soldats en mission s'enthousiasmèrent pour cette jolie fille qui disait sa sensibilité à leurs difficiles conditions de vie et aux risques qu'ils prenaient : elle personnifiait la fiancée idéale. Elle reçut plus de courriers de lecteurs admiratifs (principalement de GI's et d'étudiants) que toute autre Playmate de l'histoire du magazine,
Sa photo en couleurs a même voyagé dans l'espace : la photo de DeDe pour le mois de novembre 1969 du calendrier Playboy a accompagné les astronautes de la mission Apollo 12, comme d'autres playmates. L'équipe au sol l'avait dissimulée dans un coffret, dans le module de commande, avec l'inscription "MAP OF A HEAVENLY BODY" (i.e. « Carte d'un corps céleste »).  
L'astronaute Richard Gordon, capitaine du module de commande a mis cette photo aux enchères en 2011 avec un prix de retrait de 1.000 $. Elle a trouvé pereneur pour 17.511 $ en janvier 2011.
DeDe s'est remariée dans les années 1970 et a continué à travailler en relation avec Playboy, participant à de l'événementiel, de même qu'à des activités au Manoir Playboy telles que des séances nocturnes de cinéma les vendredi soir et dimanche soir.  
Elle a été à nouveau présentée (cette fois en nu intégral), avec d'autres playmates, en décembre 1979 dans un article intitulé Playmates Forever et dans les années 1980, dans la première édition spéciale titrée "Playmate Playoffs". Elle est aussi apparue, également en nu intégral, dans des vidéos Playboy. 
Elle a pris sa retraite en 1985 et a déménagé en Floride, à Boca Raton, avec son mari.  Ils se sont séparés trois ans plus tard. DeDe y avait pour voisine son amie Lisa Baker, Playmate de l'Année 1967. Elle a ensuite commencé à participer, en 1994, aux conventions de charme Glamourcon avec les playmates Cynthia Myers (Miss Décembre 1968) et Debra Jo Fondren (Miss Septembre 1977 et PMOY 1978).
DeDe est décédée d'un cancer à 72 ans le 4 février 2020 à Boca Raton. Elle a été incinérée.

## Apparitions dans des publications dePlayboy
- Playboy, Août 1967, Playmate of the Month "DeDe Girl"
- Playboy, Décembre 1979, "Playmates Forever!"
- Playboy, Janvier 1994, "40 Memorable Years"
- Playboy, Mars 1996, "Playmate Revisited"
- Playboy, Janvier 1999, "Sex Stars Of The Century"
- Playboy Special Edition, Août 1999, "Playboy's Sex Stars of the Century"
- Playboy Janvier 2000, "Centerfolds Of The Century"

## Filmographie
- Playboy: 50 Years of Playmates (2004) (Vidéo)
- Playboy: The Party Continues (2000) (TV)
- Video Centerfold: Sherry Arnett (1985) (Vidéo)
- Playboy After Dark (1er épisode) (1968) (TV)